# Józefowo Mikszańskie
Józefowo Mikszańskie – dawny folwark. Tereny, na których był położony, leżą obecnie na Białorusi, w obwodzie grodzieńskim, w rejonie ostrowieckim, w sielsowiecie Gudogaje.

## Historia
W czasach zaborów w gminie Polany, w powiecie oszmiańskim, w guberni wileńskiej Imperium Rosyjskiego. W 1905 roku liczył 10 mieszkańców, 8 dziesięcin.
W latach 1921–1945 folwark leżał w Polsce, w województwie wileńskim, w powiecie oszmiańskim, w gminie Polany.
W 1931 w 2 domu zamieszkiwało 11 osób.
Wierni należeli do parafii rzymskokatolickiej w Gudogajach. Miejscowość podlegała pod Sąd Grodzki w Oszmianie i Okręgowy w Wilnie; właściwy urząd pocztowy mieścił się w Gudogajach.